# Ford Airstream
Le Ford Airstream est un concept car construit par Ford qui a fait ses débuts au Salon international de l'automobile d'Amérique du Nord 2007 à Detroit (Michigan). Le Ford Airstream est un crossover rétrofuturisme inspiré des remorques classiques des camping-cars Airstream construites depuis les années 1930. Le concept Ford Airstream moderne comprend un système d'entraînement hybride rechargeable à pile à combustible à hydrogène, appelé HySeries Drive, qui fonctionne exclusivement à l'électricité. Ford appelle le Ford Airstream Concept "un regard futuriste sur les crossovers" en tant que "véhicule(s) de tourisme moderne" pour les voyageurs récréatifs. Le concept car a été conçu en coopération avec Airstream, une division de Thor Industries. Le design et le nom ont peut-être été influencés par le Ford Aerostar.

## Centrale électrique
Le concept car est propulsé par un groupe motopropulseur hybride rechargeable à pile à combustible à hydrogène, appelé HySeries Drive. Ce système de centrale électrique a été développé avec un financement partiel du Département de l'énergie des États-Unis et il est actuellement testé sur une version prototype du Ford Edge. Les roues de l'Airstream Concept sont entraînées par des moteurs électriques alimentés par une batterie lithium-ion. Le système de pile à combustible à hydrogène de Ballard Power Systems recharge la batterie du véhicule au besoin, en tant que générateur portable, et le véhicule peut également être branché sur une source de courant alternatif, pour se recharger entre les trajets. Le HySeries Drive offre l'équivalent d'une économie de carburant en ville/autoroute combiné de 41 miles par gallons (US) (5,7 litres aux 100 km). En mode batterie pure, le Ford Airstream Concept est conçu pour parcourir environ 25 miles (40 km), avant que la pile à combustible à hydrogène ne commence à fonctionner pour recharger la batterie lithium-ion de 336 volts du véhicule. Avec une pleine charge d'hydrogène, l'autonomie augmente encore de 280 miles (451 km), pour un total de 305 miles (491 km). La seule émission d'échappement du véhicule en fonctionnement est de la vapeur d'eau.

## Extérieur

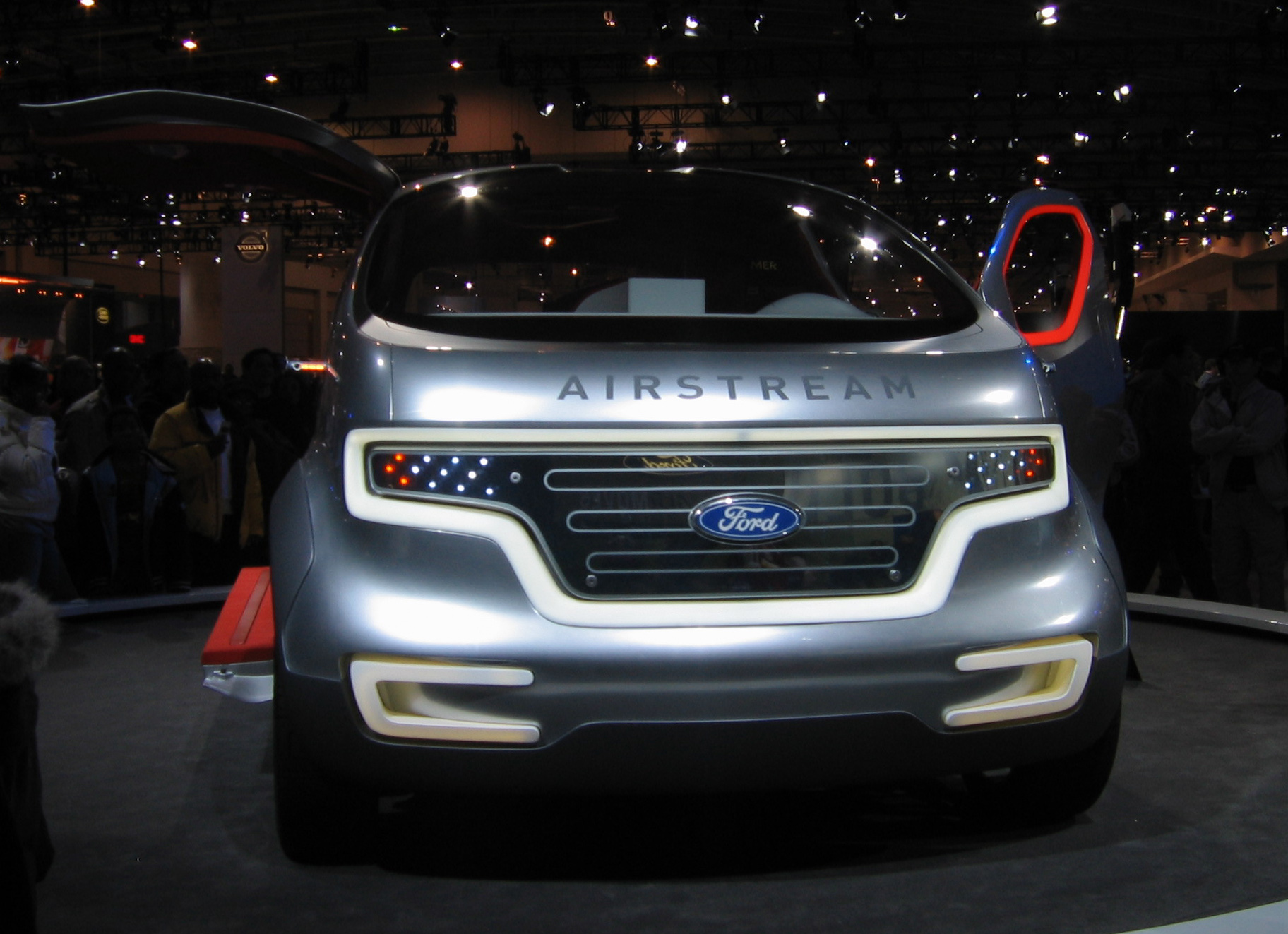
Ford Airstream

Le Ford Airstream comprend des portes asymétriques. La porte côté passager est un hayon électrique qui s'étend sur les deux tiers de la longueur du véhicule pour le chargement des passagers ou des cargaisons. Le crossover comprend un hayon arrière pour le chargement de la cargaison à l'arrière.

## Intérieur
Selon Ford, l'intérieur a été inspiré par les images et les environnements de vaisseaux spatiaux dépeints dans 2001, l'Odyssée de l'espace. L'intérieur est décrit comme une «atmosphère de salon», destinée à offrir une expérience de détente lors d'un voyage. Le tableau de bord comprend des commandes tactiles encastrées et un seul affichage de jauge multifonction avec les informations primaires pour le conducteur. Un double écran monté au centre fournit une vue de la caméra et des informations secondaires destinées au conducteur, il permet également au passager avant de regarder des films sur DVD et de travailler sur Internet.
Les sièges avant sont des sièges baquets qui peuvent pivoter vers l'arrière. Les sièges arrière sont des sièges de type salon et comprennent un écran de vision à 360 degrés pour le divertissement, les jeux, l'accès Internet et comme flux de caméra en direct. Les sièges comprennent des ceintures de sécurité à quatre points.

## Caractéristiques
- Groupe motopropulseur : hybride rechargeable à pile à combustible à hydrogène Ford/Ballard HySeries Drive
- Dimensions du châssis
  - Longueur totale : 185,0 pouces (4 699 mm)
  - Empattement : 125,9 pouces (3 198 mm)
  - Largeur totale : 78,9 pouces (2 004 mm)
  - Hauteur totale : 70,6 pouces (1 793 mm)
  - Largeur de la voie avant : 67,6 pouces (1 717 mm)
  - Largeur de la voie arrière : 69,2 pouces (1 758 mm)
- Suspension
  - Avant : Suspension indépendante à double triangulation
  - Arrière : Indépendante multibras
- Intérieur
  - Hauteur sous plafond a l'avant : 37,5 pouces (952 mm)
  - Hauteur sous plafond a l'arrière : 36,2 pouces (919 mm)
  - Places aux jambes a l'avant : 39,6 pouces (1 006 mm)
  - Places aux jambes a l'arrière : 33,1 (841 mm)